# Суперкубок Мальдівів з футболу 2019
Суперкубок Мальдівів з футболу 2019  — 10-й розіграш турніру. Матчі відбулись 7 та 11 червня 2019 року між чемпіоном Мальдівів клубом ТК Спортс та одним з учасників Чемпіонату Мальдівів клубом Фоакайдху.
| Володар Суперкубка Мальдівів 2019 |
| --------------------------------- |
|                                   |
| ТК Спортс Перший титул            |

## Матчі

### Перший матч
| 7 червня 2019 19:00 (EEST) |

| Фоакайдху                | 1:1      | ТК Спортс      |
| ------------------------ | -------- | -------------- |
| Хуссаїн Фазіл 88' (пен.) | Протокол | Ісмаїл Іса 65' |

| Місцевий стадіон, Фоакайдху |

### Повторний матч
| 11 червня 2019 19:00 (EEST) |

| ТК Спортс                              | 3:1      | Фоакайдху      |
| -------------------------------------- | -------- | -------------- |
| Айсам Ібрагім 26' Бімал Магар 69', 77' | Протокол | Алі Шааміу 58' |

| Національний стадіон, Мале Арбітр: Адам Фазіл |